# Mario Lavista
Mario Lavista Camacho (México, D. F., 3 de abril de 1943 - Ciudad de México, 4 de noviembre de 2021) fue un compositor mexicano de música de concierto, ensayista y miembro de El Colegio Nacional.

## Datos biográficos
Nació el 3 de abril de 1943 en la Ciudad de México. Estudió composición con Carlos Chávez y con Héctor Quintanar, así como análisis musical con Rodolfo Halffter, en el Conservatorio Nacional de Música. En 1967, recibió una beca para estudiar con Jean-Étienne Marie en la Schola Cantorum de París, y asistió a los seminarios de "música nueva" impartidos por Henri Pousseur.[cita requerida]
En 1969, participó en cursos de Karlheinz Stockhausen en Colonia, Alemania, y en los cursos internacionales de verano de Darmstadt. En 1970, fundó el grupo de improvisación Quanta, interesado en la creación y la interpretación simultánea y en las relaciones entre la música en vivo y la electroacústica.[cita requerida]
En 1991, recibió el Premio Nacional de Ciencias y Artes en el área de Bellas Artes y la Medalla Mozart, y en 1998 ingresó a El Colegio Nacional. Fue miembro honorario del Seminario de Cultura Mexicana. Dictó cursos y seminarios en universidades de los Estados Unidos y de Canadá y en los Cursos Latinoamericanos de Música Contemporánea.
Tuvo a su cargo las cátedras de análisis y lenguaje musical del siglo XX en el Conservatorio Nacional de Música y fue director de la revista Pauta. Cuadernos de teoría y crítica musical.[cita requerida]
Compuso la música incidental de las películas Cabeza de Vaca y Vivir mata.[cita requerida]
Fue sobrino de Raúl Lavista, también compositor musical mexicano.[cita requerida]
Falleció el 4 de noviembre de 2021, a la edad de 78 años, en el Instituto Nacional de Ciencias Médicas y Nutrición Salvador Zubirán, "debido a una enfermedad que lo aquejaba desde hace tiempo", según informó su hija, Claudia Lavista. Se le rindió homenaje en el Palacio de Bellas Artes y también a través del Canal 22. La Fonoteca Nacional difundirá obras que él donó. Alejandra Frausto Guerrero, titular de la Secretaría de Cultura, y el Instituto Nacional de Bellas Artes y Literatura, publicaron en las redes sociales:
Despedimos con profundo dolor y gran admiración al compositor mexicano Mario Lavista. Su obra permitió el reconocimiento de la música del siglo XX de México y del mundo. Como maestro, formó generaciones del @ConservatorioMX. Abrazamos a su madre, María Elena y a Claudia, su hija.

## Obras principales
- Seis pequeñas piezas, para orquesta de cuerdas (1965).
- Dos canciones, para mezzosoprano y piano (1966).
- Monólogo, para barítono, flauta, vibráfono y contrabajo (1966).
- Homenaje a Beckett, para tres coros mixtos a cappella (1968).
- Diacronía (Cuarteto de cuerdas No. 1), para cuarteto de cuerdas (1969).
- Pieza para un(a) pianista y un piano (1970).
- Continuo, para orquesta (1971).
- Game, para flautas (1971).
- Cluster, para piano (1973).
- Diafonía, para dos pianos y percusión (1973).
- Antifonía, para flauta, dos fagotes y dos percusiones (1974).
- Diálogos, para violín y piano (1974).
- Pieza, para dos pianistas y un piano (1975).
- Jaula, para pianos (1976).
- Lyhannh, para orquesta (1976).
- Quotations, para violonchelo y piano (1976).
- Tango del adulterio, para piano (1976).
- Trío, para violín, violonchelo y piano (1976).
- Canto del alba, para flauta (1979).
- Cante, para dos guitarras (1980).
- Dusk, para contrabajo (1980).
- Ficciones, para orquesta (1980).
- Simurg, para piano (1980).
- Lamento a la muerte de Raúl Lavista, para flauta baja (1981).
- Marsias, para oboe y ocho copas de cristal (1982).
- Nocturno, para flauta en sol (1982).
- Correspondencias, para piano (1983, escrita en colaboración con Gerhart Muench[5])
- Tres acrósticos nocturnos, para piano (1983).
- Tres canciones, para mezzosoprano y piano (1983).
- Reflejos de la noche (Cuarteto de cuerdas No. 2), para cuarteto de cuerdas (1984).
- Cuicani, para flauta y clarinete (1985).
- Hacia el comienzo, para mezzosoprano y orquesta (1985).
- Madrigal, para clarinete (1985).
- Tres nocturnos, para mezzosoprano y orquesta (1985-1986).
- Ofrenda, para flauta dulce (1986).
- Reflejos de la noche, para orquesta (1986).
- Responsorio in memoriam Rodolfo Halffter, para fagot y dos percusiones (1988).
- Aura, ópera en un acto (1988), basada en la novela homónima de Carlos Fuentes.
- Cuaderno de viaje, para viola y violonchelo (1989).
- El pífano: retrato de Manet, para piccolo (1989).
- Clepsidra, para orquesta (1990-1991).
- Las músicas dormidas, para clarinete, fagot y piano (1990-1991).
- Danza de las bailarinas de Degas, para flauta y piano (1991).
- Lacrymosa, para orquesta (1992).
- Cinco danzas breves, para quinteto de alientos (1994).
- Tres danzas seculares, para violonchelo y piano (1994).
- Missa Brevis, para coro mixto a cappella (1994-1995).
- Música para mi vecino (Cuarteto de cuerdas No. 3), para cuarteto de cuerdas (1995).
- Tropo para sor Juana, para orquesta (1995).
- Danza isorrítmica, para cuatro percusionistas (1996).
- Sinfonías (Cuarteto de cuerdas No. 4), para cuarteto de cuerdas (1996).
- Natarayah, para guitarra (1997).
- Octeto, para octeto de alientos (1997).
- Siete invenciones (Cuarteto de cuerdas No. 5), para cuarteto de cuerdas (1998).
- Trompo y sonajas, para mezzosoprano y piano preparado (1999).
- Gargantúa et Pantagruel, Escuela Nacional de Música de la Universidad Nacional Autónoma de México (Francia-México).
- Suite en cinco partes (Cuarteto de cuerdas No. 6) (2002).
- Elegía a la muerte de Nacho, en memoria de Luis Ignacio Helguera, para flauta y piano (2003).
- Les Couleurs du Monde (2003)
- Salmo para soprano, cuatro crótalos y contrabajo (2009).
- Adagio religioso (2011), en memoria de Eugenio Toussaint.
- Mater Dolorosa (2012).
- Cuarteto de cuerdas No. 7 (2015).
- Toque de silencio (Cuarteto de cuerdas No. 8) (2017), en memoria de Armando Luna Ponce.

## Reconocimientos
Mario Lavista fue nominado tres veces a los premios Ariel.
| Ceremonia | Año  | Categoría                  | Película          | Ganador |
| --------- | ---- | -------------------------- | ----------------- | ------- |
| XXXIII    | 1991 | Música de fondo            | Cabeza de Vaca    | No      |
| XLV       | 2003 | Música compuesta para cine | Vivir mata        | No      |
| LVII      | 2015 | Música original            | Eco de la montaña | No      |